# Bragg Memorial Stadium
Bragg Memorial Stadium är en fotbollsstadion i Tallahassee, Florida, USA, med 25500 sittplatser. Den öppnades 1957 och renoverades 1980. Stadion är hemmaarena för Florida A&M Rattlers football-team.